# Harold Kushner
Harold Samuel Kushner (Brooklyn (New York), 3 april 1935 – Canton (Massachusetts), 28 april 2023) was een Amerikaanse rabbijn. Binnen de conservatief-joodse richting van het masorti-jodendom behoorde hij tot de progressieve vleugel. Hij was 24 jaar als rabbijn verbonden aan de synagoge Temple Israel in de plaats Natick.
Kushner is zowel binnen als buiten het jodendom zeer bekend geworden door een aantal boeken die hij schreef. Vooral zijn boek Als 't kwaad goede mensen treft maakte veel los. Het is geschreven voor mensen die verdriet te verwerken krijgen en hoe dit zich verhoudt ten opzichte van de almacht en de rechtvaardigheid van God. Kushner wist waarover hij praatte, want zijn zoontje stierf aan de weinig voorkomende ziekte progeria, een zeer snel verouderingsproces. Ook ging hij in op wat de Joden tijdens de Shoah (Holocaust) hebben moeten doorstaan.
Samen met rabbijn-schrijver Chaim Potok heeft Harold Kushner in 2001 een werk over de Thora het licht doen zien dat geldt als het nieuwe officiële Thora-commentaar van de conservatief-joodse richting.
Hij overleed op 88-jarige leeftijd in Canton in de staat Massachusetts.